# Amt Brück
Das Amt Brück ist ein 1992 gebildetes Amt im Landkreis Potsdam-Mittelmark des Landes Brandenburg, in dem sich zunächst sechs Gemeinden im damaligen Kreis Belzig zu einem Verwaltungsverbund zusammengeschlossen hatten. Fünf weitere Gemeinden wurden noch 1992 dem Amt zugeordnet. Da einige Gemeinden in das Amt wechselten, vergrößerte sich das Amtsgebiet. Andererseits verringerte sich durch Gemeindezusammenschlüsse und Eingliederungen die Zahl der Gemeinden, sodass das Amt Brück derzeit wiederum sechs amtsangehörige Gemeinden hat.

## Geographie

### Lage
Das Amt Brück liegt etwa in der Mitte des Landkreises Potsdam-Mittelmark. Es grenzt im Westen an die Stadt Bad Belzig und das Amt Ziesar, im Norden an die Gemeinde Kloster Lehnin, im Osten an die Stadt Beelitz und im Süden an das Amt Niemegk und die amtsfreie Stadt Treuenbrietzen.

### Naturdenkmale
Siehe Liste der Naturdenkmale im Amt Brück

## Gemeinden und Ortsteile
Das Amt Brück besteht aus folgenden amtsangehörigen Gemeinden:
- Borkheide
- Borkwalde
- Brück (Stadt) mit den Ortsteilen Brück, Baitz und Neuendorf sowie den Gemeindeteilen Brück-Ausbau, Gömnigk, Trebitz und Stromtal
- Golzow mit den Gemeindeteilen Grüneiche, Lucksfleiß, Müggenburg und Hammerdamm
- Linthe mit den Ortsteilen Alt Bork, Deutsch Bork und Linthe
- Planebruch mit den Ortsteilen Cammer, Damelang-Freienthal und Oberjünne sowie den Gemeindeteilen Damelang und Freienthal

## Geschichte
Der Minister des Inneren des Landes Brandenburg erteilte der Bildung des Amtes Brück am 24. Juni 1992 seine Zustimmung. Als Zeitpunkt des Zustandekommens des Amtes wurde der 30. Juni 1992 festgelegt. Das Amt hat seinen Sitz in der Stadt Brück und bestand zunächst aus sechs Gemeinden:
1. Baitz
2. Cammer
3. Damelang-Freienthal (in der Bekanntmachung nur Damelang)
4. Locktow
5. Neuendorf
6. Stadt Brück

Zum 2. November 1992 wurden dem Amt Brück die Gemeinden Linthe, Borkheide, Borkwalde, Deutsch Bork und Alt Bork (Kreis Belzig) zugeordnet. Zum 31. Januar 2002 wurden die Gemeinden Baitz und Neuendorf bei Brück in die Stadt Brück eingegliedert. Die Gemeinden Cammer und Damelang-Freienthal schlossen sich zum selben Zeitpunkt zur neuen Gemeinde Planebruch zusammen.
Zum 1. April 2002 gliederte sich die Gemeinde Oberjünne (Amt Lehnin) in die Gemeinde Planebruch des Amtes Brück ein. Die Gemeinde Golzow wechselte ebenfalls zum 1. April 2002 vom Amt Lehnin in das Amt Brück. Am 1. Juli 2002 schloss sich Locktow mit den Gemeinden Dahnsdorf, Kranepuhl und Mörz des Amtes Niemegk zur neuen Gemeinde Planetal zusammen und schieden aus dem Amt Brück aus. Ebenfalls zum 1. Juli 2002 schlossen sich die Gemeinden Alt Bork, Deutsch Bork und Linthe zur neuen Gemeinde Linthe zusammen.

## Bevölkerungsentwicklung
| Jahr | Einwohner |
| ---- | --------- |
| 1992 | 07 738    |
| 1995 | 08 937    |
| 2000 | 09 500    |
| 2005 | 10 770    |
| 2010 | 10 400    |
| 2015 | 10 792    |

| Jahr | Einwohner |
| ---- | --------- |
| 2020 | 11 035    |
| 2021 | 11 405    |
| 2022 | 11 605    |
| 2023 | 11 764    |
| 2024 | 11 907    |

Gebietsstand des jeweiligen Jahres, Einwohnerzahl: Stand 31. Dezember, ab 2011 auf Basis des Zensus 2011, ab 2022 auf Basis des Zensus 2022

## Politik

### Amtsdirektoren
- 1992–2000: Hartmut Schemel (parteilos)
- 2000–2016: Christian Großmann[14][15] (SPD)[16]
- 2017–2022: Marko Köhler (SPD)[17]
- seit 2022:00Mathias Ryll (CDU)

Köhler wurde am 9. Januar 2017 vom Amtsausschuss für eine Amtsdauer von acht Jahren gewählt, nachdem sein Amtsvorgänger Christian Großmann nach 16 Dienstjahren kurz nach Beginn seiner dritten Amtszeit ausschied und als Erster Beigeordneter des Bürgermeisters nach Ludwigsfelde wechselte. Zwischenzeitlich führte Lars Nissen als amtierender Amtsdirektor die Amtsgeschäfte.
Köhler gab 2022 sein Amt auf und wurde Landrat des Landkreises Potsdam-Mittelmark. Am 9. Mai 2022 wählte der Amtsausschuss Mathias Ryll zu seinem Nachfolger.

### Dienstsiegel
Das Dienstsiegel zeigt das Landeswappen Brandenburg mit der Umschrift: „AMT BRÜCK • LANDKREIS POTSDAM-MITTELMARK“.